# Camouflage Flecktarn
Le Flecktarn (prononcé en allemand : [ˈflɛktaʁn] ; « camouflage à base de taches »), également connu sous le nom de « Flecktarnmuster » (« motif de camouflage à base de taches ») ou « Fleckentarn », parfois abrégé en « Fleck », est un camouflage perturbateur à 3, 4, 5 ou 6 couleurs. L'utilisation de taches ponctuelles crée un effet de tramage, ce qui élimine les frontières nettes entre les différentes couleurs tout comme les motifs carrés des camouflages numériques le font. Le motif est conçu pour une utilisation dans les régions boisées tempérées. Il a été adapté pour le désert en faisant varier les couleurs.

## Historique

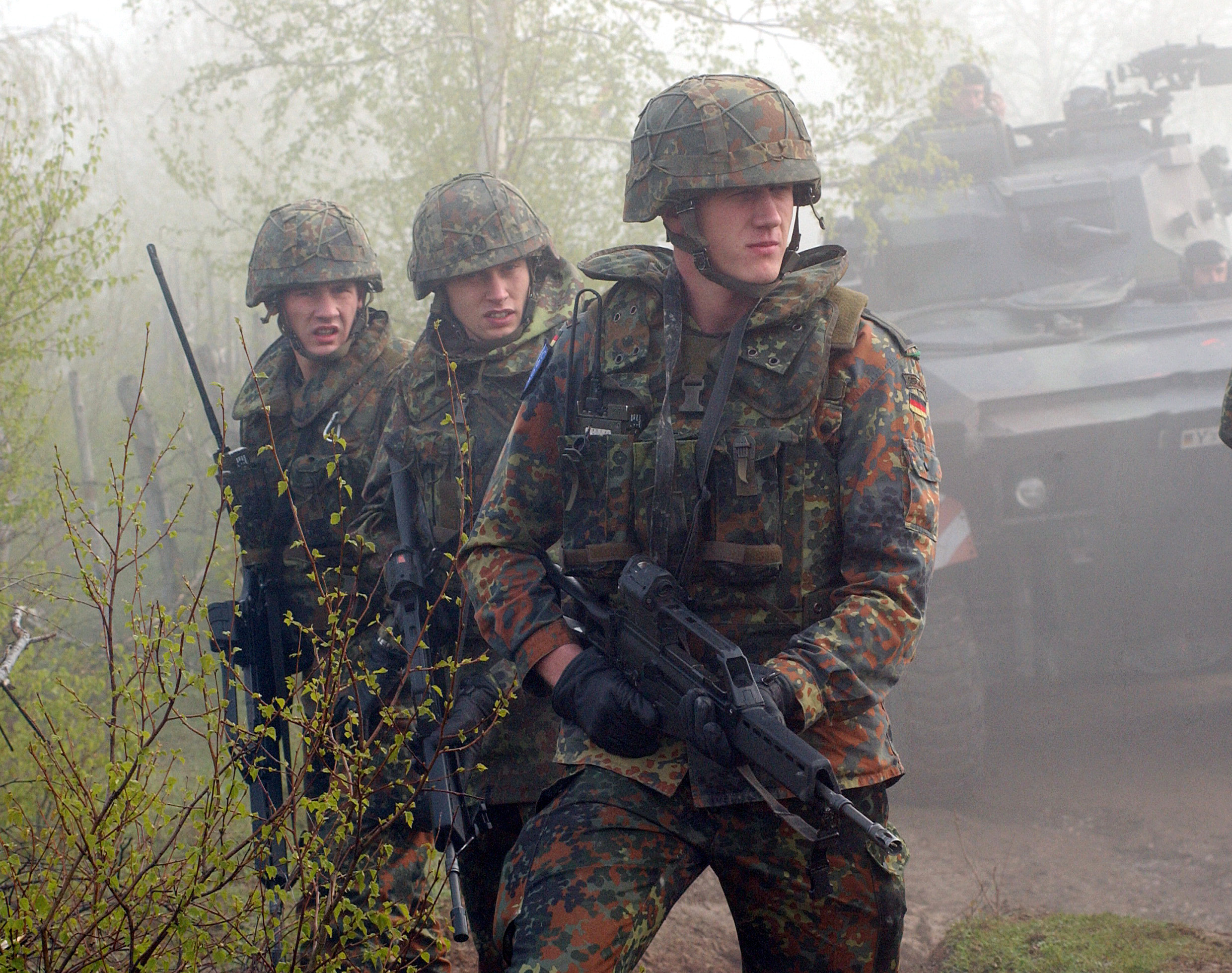
Sur le théâtre d'opération.

Les Allemands l'avaient expérimenté avant la Seconde Guerre mondiale, et certaines unités de l'armée utilisaient des motifs de camouflage « dissident ». Des unités de combat Waffen-SS l'ont expérimenté depuis 1935 avec des motifs différents. Le premier et beaucoup d'autres motifs de camouflages SS ont été conçus par le professeur Johann Georg Otto Schick :
- Platanenmuster – motif « platane » (1937 à 1942) – versions été/automne et automne/hiver ;
- Rauchtarnmuster – motif « fumée » (1939 à 1944) – versions été/automne et automne/hiver ;
- Palmenmuster – motif « palmier » (vers 1941 – ?) – version été/automne ;
- Beringtes Eichenlaubmuster – motif « feuille de chêne B » (1942 à 1945) ;
- Eichenlaubmuster – motif « feuille de chêne A » (1943 à 1945) – versions été/automne et automne/hiver ;
- Erbsenmuster – « Point 44 » (1944 à 1945)– devait à l'origine remplacer tous les autres motifs de camouflages SS ;
- Leibermuster (1945).

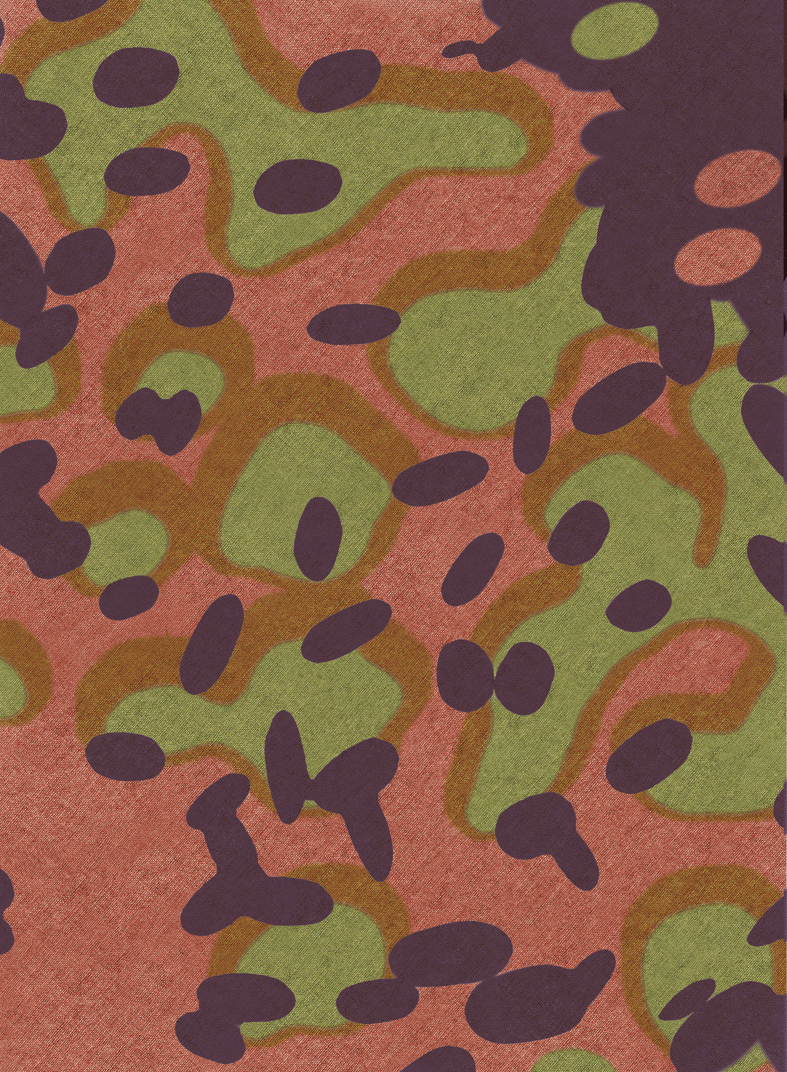
Le motif de platane, côté été, dans une première version de 1937.
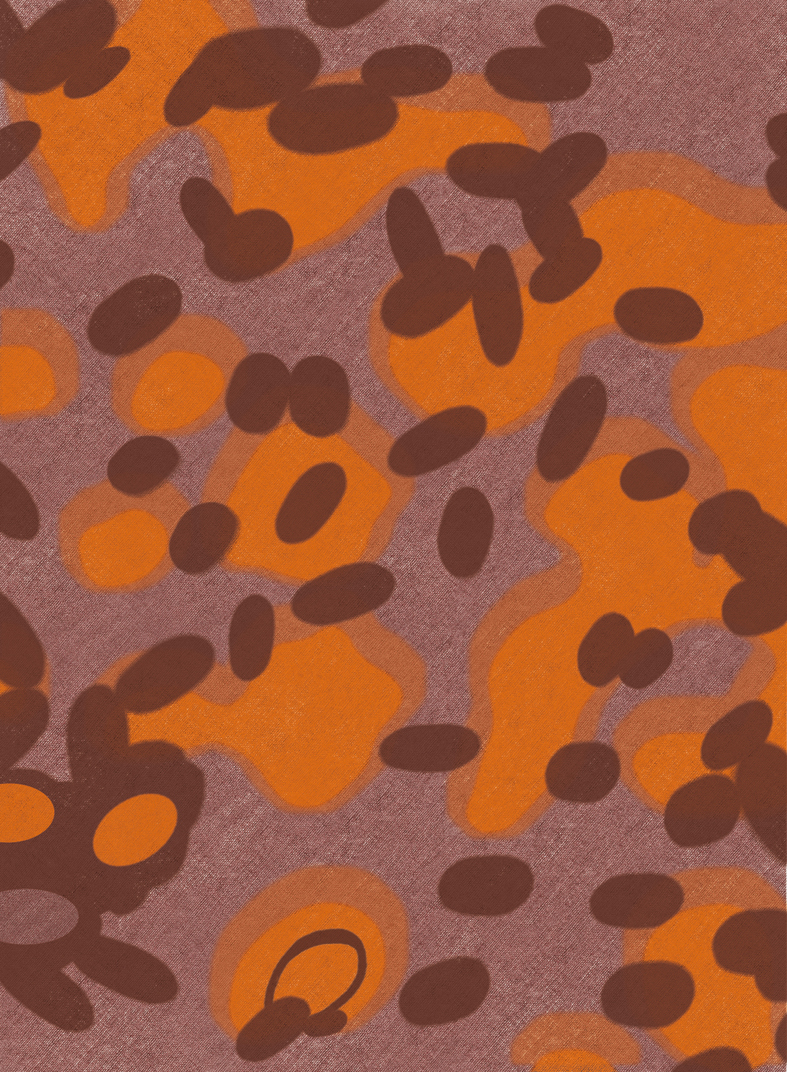
Le même, côté automne.

## Le Flecktarn moderne

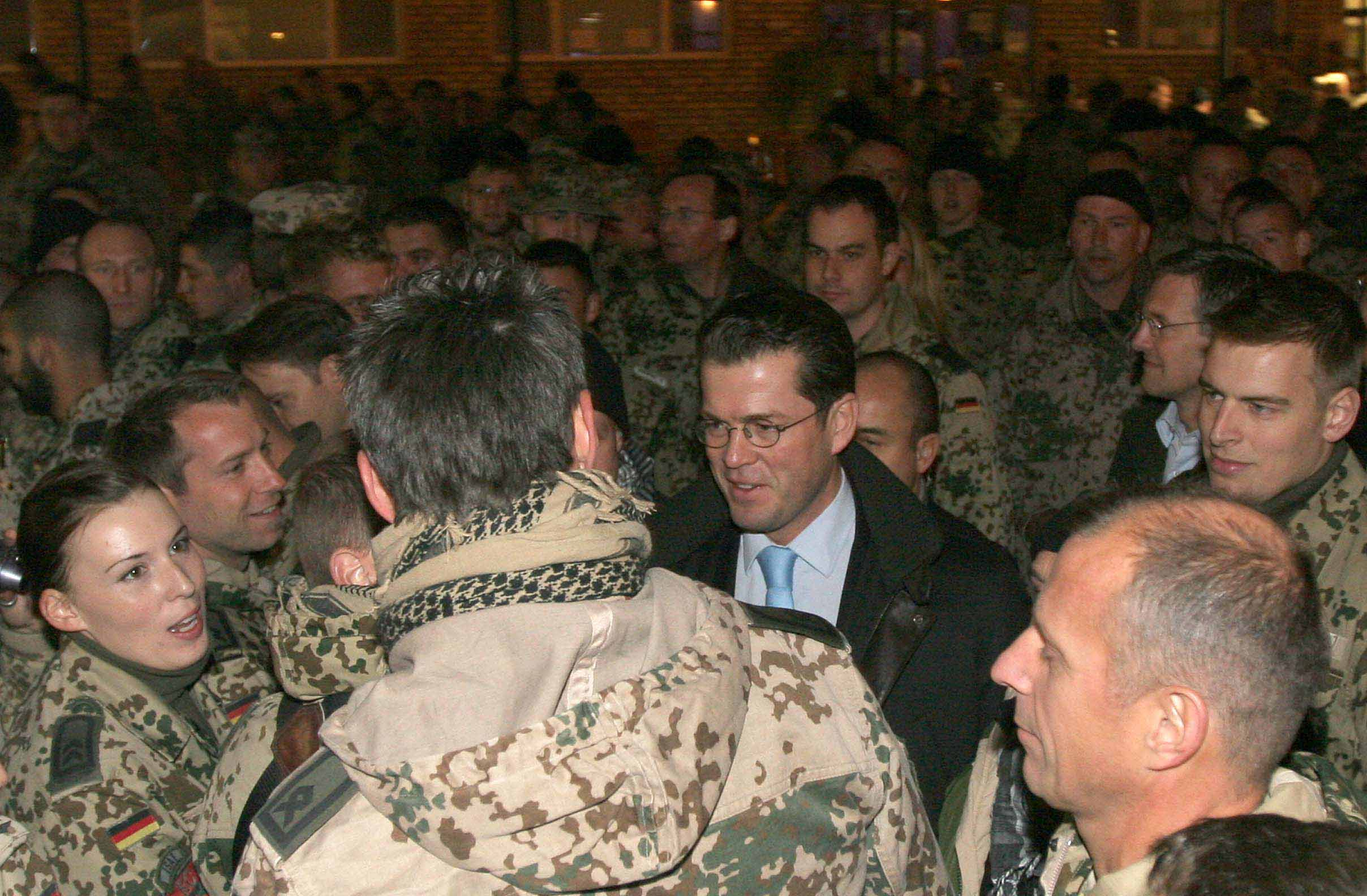
Couleurs « désert ».

En 1976, l'armée de terre allemande a développé un certain nombre de prototypes de motifs de camouflage, qui seront mis à l'essai pour remplacer l'uniforme de combat « moleskine » gris-olive. Au moins quatre motifs de camouflage différents ont été testés au cours de la Bundeswehr Truppenversuch 76 (« Essai de troupe de la Bundeswehr 76 »). L'un s'appelait « Dots » (« points »), et un a été appelé « Feuille froissée » ou « profil en dents de scie ».
Parmi les modèles testés a été adopté celui qui est aujourd'hui connu sous le nom Flecktarn. Le mot « flecktarn » est un composite formé des mots allemand « fleck » (« point », « tache ») et « tarnung » (« camouflage »). La Bundeswehr a cependant gardé ses treillis de combat verts au cours des années 1980. Le Flecktarn a été massivement mis en service seulement en 1990, après des essais conduits en 1988.
En Allemagne, le motif de camouflage Flecktarn est utilisé par toutes les branches de la Bundeswehr, la Heer (armée de terre), la Luftwaffe (armée de l'air), certaines branches de la marine et même les unités Sanitätsdienst (service médical). Il est également utilisé par les tireurs d'élite de la Bundesheer (armée fédérale autrichienne) et le personnel au sol et l'infanterie aéroportée de l'armée de l'air belge. La France a testé le camouflage Flecktarn mais ne l'a pas retenu ; l'armée néerlandaise l'a également rejeté, sous prétexte que c'était « trop agressif ». Le Flecktarn a été controversé en raison de sa (vague) ressemblance avec les camouflages « petits pois » et « feuilles de chêne » de la Waffen-SS, qui a également utilisé des points de différentes couleurs.

## Variantes
Le motif Flecktarn est la base du Bundeswehr Wüstentarn (« camouflage désert »), des camouflages danois T/78 et M/84, y compris de la variante désert du motif danois. Une variante du camouflage Flecktarn est également utilisé par l'armée russe et est appelé «Sever» (en russe : «Nord »), parfois également dénommée Flectar-d; par le Japon sous le nom de « Camouflage Type II », par l'armée chinoise au Tibet sous le nom de « Camouflage Plateau Type 03 », ainsi que par certaines unités de police en Pologne.

## Variants

### Belgique
Le "flecktarn" de la Bundeswehr a été utilisé par les unités de sécurité des bases aériennes et les unités antiaériennes de la Force aérienne belge de 1988 à 2000. Le modèle était inchangé par rapport à l'original, mais légèrement plus grand que le modèle de production de la Bundeswehr. Il convient de noter que le modèle développé en Allemagne a été mis en service par l'armée de l'air belge près de trois ans avant d'être introduit dans la Bundeswehr. Un kit modulaire et un sac à dos en deux parties au motif " flecktarn " complétaient l'uniforme composé d'un pantalon de campagne, d'une blouse et d'une parka.

### Russie
L'armée russe utilise un large éventail de motifs de camouflage différents, dont plusieurs variantes de flecktarn. L'une d'entre elles est appelée « Sever » (nord). Il s'agit d'un motif tricolore presque identique au Danois M84, mais la trame de base est de couleur beige. Ce motif a été introduit en Russie en 2006.
Une autre variante est appelée « Tochka-4 » (Point-4), produite par la société russe Modoks. Il s'agit essentiellement de Flectarn auquel on a ajouté une quatrième couleur, le marron.
Un autre modèle ressemblant au flecktarn à 5 couleurs de la Bundeswehr a été utilisé par certaines forces russes, à la différence que la trame brune est rouge. Cette variante serait appelée flectar rouge et pourrait être un produit commercial.
En 2011, un groupe de reconnaissance de la 45e Régiment spécial des Gardes séparées Ordre de Koutouzov, Ordre d'Alexandre Nevski des Forces aéroportées russes a été documenté en train de mener des opérations d'entraînement en portant un ensemble d'équipements (y compris le flecktarn 5-couleurs de la Bundeswehr), mais surtout en portant un uniforme dans un motif numérique 5-couleurs flecktarn jamais vu auparavant. Le motif n'est pas entièrement pixellisé, comme c'est généralement le cas avec les motifs numériques, car les formes sont légèrement arrondies. Ce même schéma a été adopté par l'armée bulgare en 2018.

### Japon
Le Japon a adopté un motif basé sur le flecktarn appelé camouflage de type II, ou Jietai, qui est utilisé par la Force terrestre d'autodéfense japonaise depuis 1985. Ce motif est une version à quatre couleurs composée de vert clair, de marron et de noir sur un fond beige. Une version pour le désert est également utilisée.

### Chine
Le camouflage "Type 03 Plateau" est un motif à cinq couleurs qui a été utilisé au début des années 2000 par l'militaire chinoise au Tibet. Il se compose d'une couleur de base sable avec du gris, du marron clair, du marron moyen et du noir. Bien que le dessin soit identique à l'original allemand, la version chinoise ne représente qu'une partie de motif complet. Les collectionneurs l'appellent alternativement "Tibetarn" ou "Tibet flecktarn". Le motif a été remplacé par une version numérisée à quatre couleurs appelée "07 Camouflage Aride ("07式荒漠迷彩作训服") ein 2007.
Certaines forces spéciales russes ont également utilisé ce même modèle. La version russe est fabriquée localement par l'entreprise militaire SPLAV,.

### Pologne
La Samodzielny Pododdzial Antyterrorystyczny Policji - SPAP (unité antiterroriste de la Polish National Police) a utilisé une variante 5 couleurs flecktarn appelée WZ AT 1 Plamaik, également connue sous le nom de Metro dans le langage courant. Le motif est différent en ce sens qu'il se répète régulièrement dans l'impression à des intervalles relativement courts. Une version forestière appelée "Gepard" a été utilisée par l'"Agencja Bezpieczenstwa Wewnetrznego" - ABW (Agence polonaise de sécurité intérieure). Une version 5 couleurs pour le désert a également été développée.
Un camouflage flecktarn fabriqué par Kama est utilisé par le département de mise en œuvre, le commandement de la police métropolitaine et la police de Varsovie.

### Indonésie
En juin 2022, les Detasemen Khusus 88 Antiteror - DENSUS 88 AT (Force de police antiterroriste) d'Indonésie ont été vus portant un uniforme de camouflage à six couleurs influencées par les taches, composé d'une base beige avec trois nuances de vert, du marron chocolat et du presque noir. Le logo Owl's Head de l'unité est discrètement incorporé dans le motif.

### Bulgarie
Une version semi-numérique du motif allemand original à cinq couleurs dans des couleurs postérieures à 2005, appelée M-18, a été adoptée par les armées bulgares en 2018, mais le même motif a été utilisé pour la première fois par certaines troupes aéroportées des forces spéciales russes au début des années 2010.

### Yémen
Les Forces spéciales de sécurité du Yémen ont adopté un motif numérisé à cinq couleurs qui pourrait ressembler à du "flecktarn", mais avec des couleurs plus sombres semblables à celles de la gamme de couleurs d'avant 2005.

### Variantes commerciales
- En 2013, la société allemande Mil-Tec a introduit une nouvelle version du Flecktarn, appelée Arid Flecktarn. Elle conserve le motif original à 5 couleurs, mais le schéma de couleurs ressemble à celui de MultiCam[15]. Elle demeure un variant commercial et n'est utilisée par aucune armée.

- Woodland allemand est une copie commerciale d'un tissu moucheté 5 couleurs produit en Chine. Le motif n'est qu'une partie du motif original de la Bundeswehr et les trames vertes et brunes ont été inversées. Sur les sites Alibaba et Aliexpress, il est parfois répertorié sous le nom de "flecktarn". Cette copie chinoise a été utilisée par certaines sections des Forces armées de la République kirghize, comme on a pu le constater lors des affrontements ethniques d'Osh en 2010[16],[17].

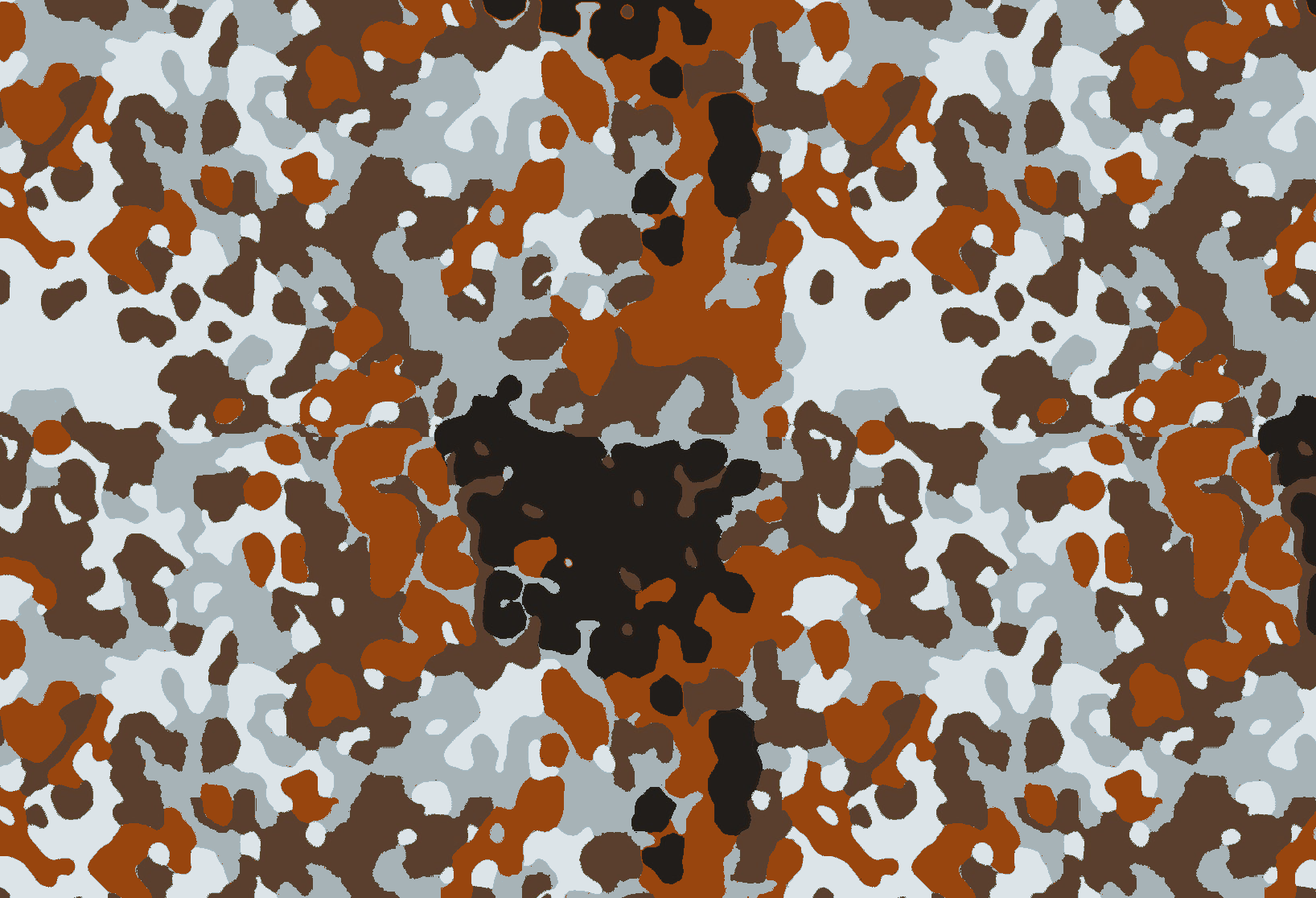
Tibetarn chinois
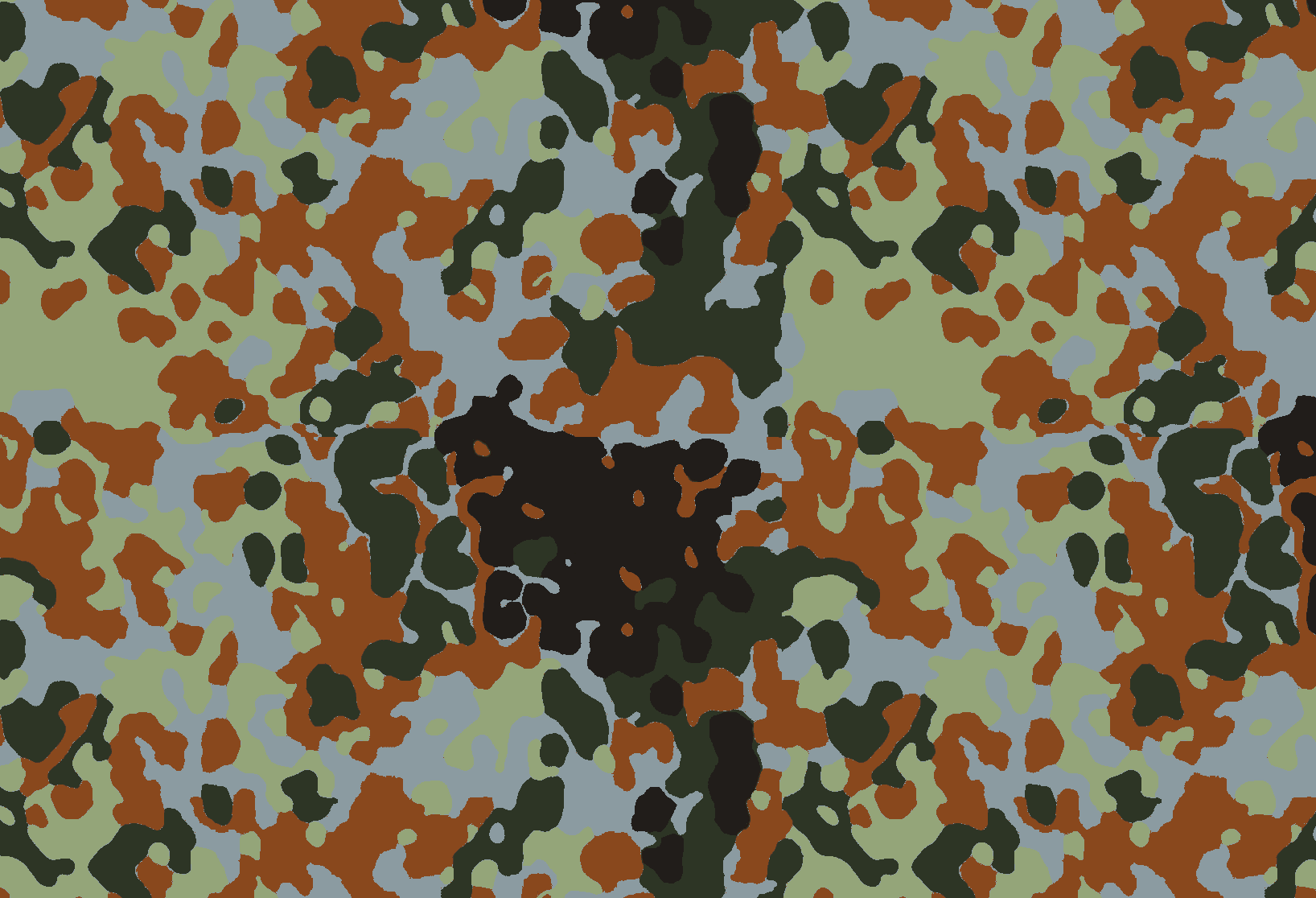
Flecktarn belge
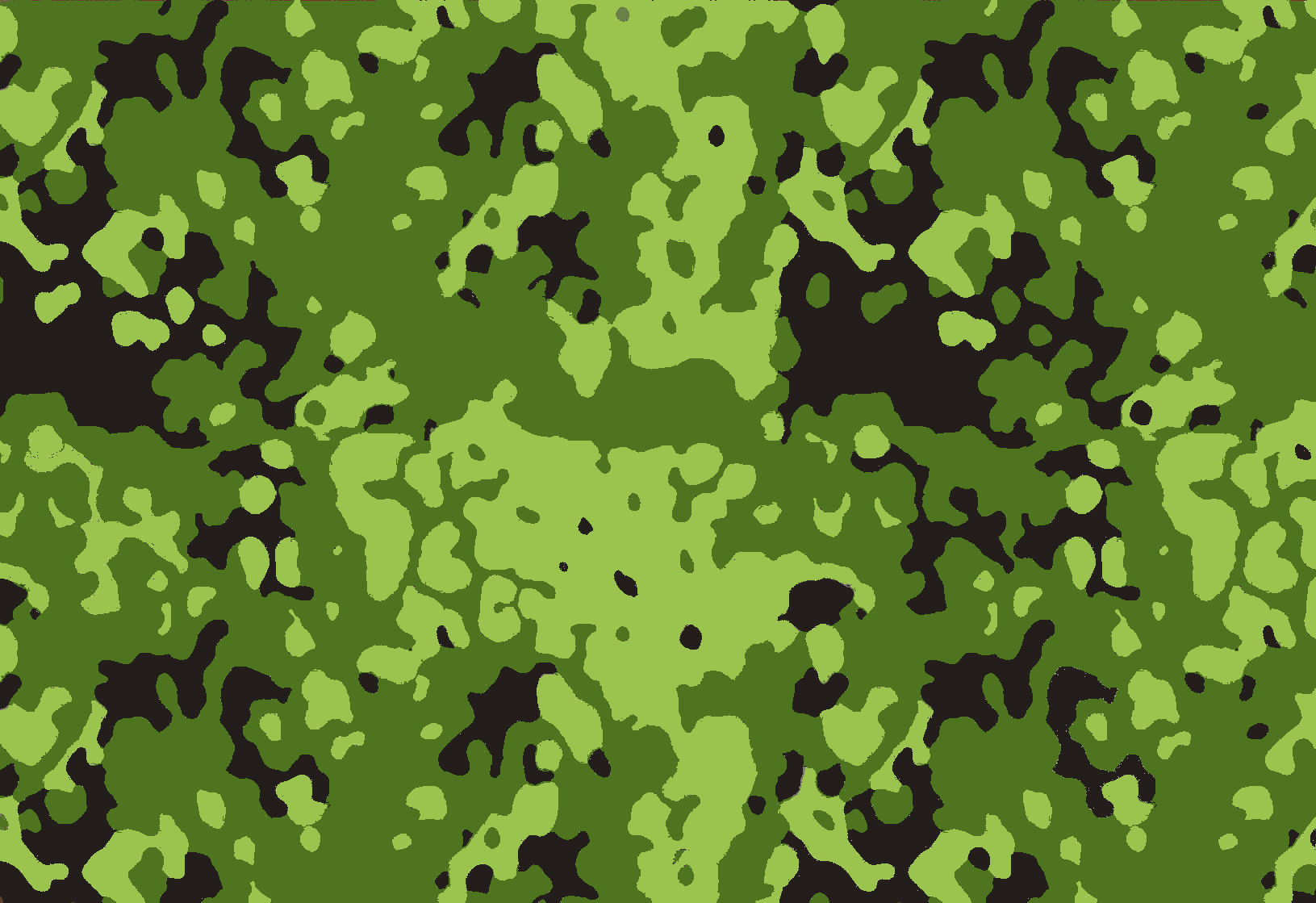
M/84 danois
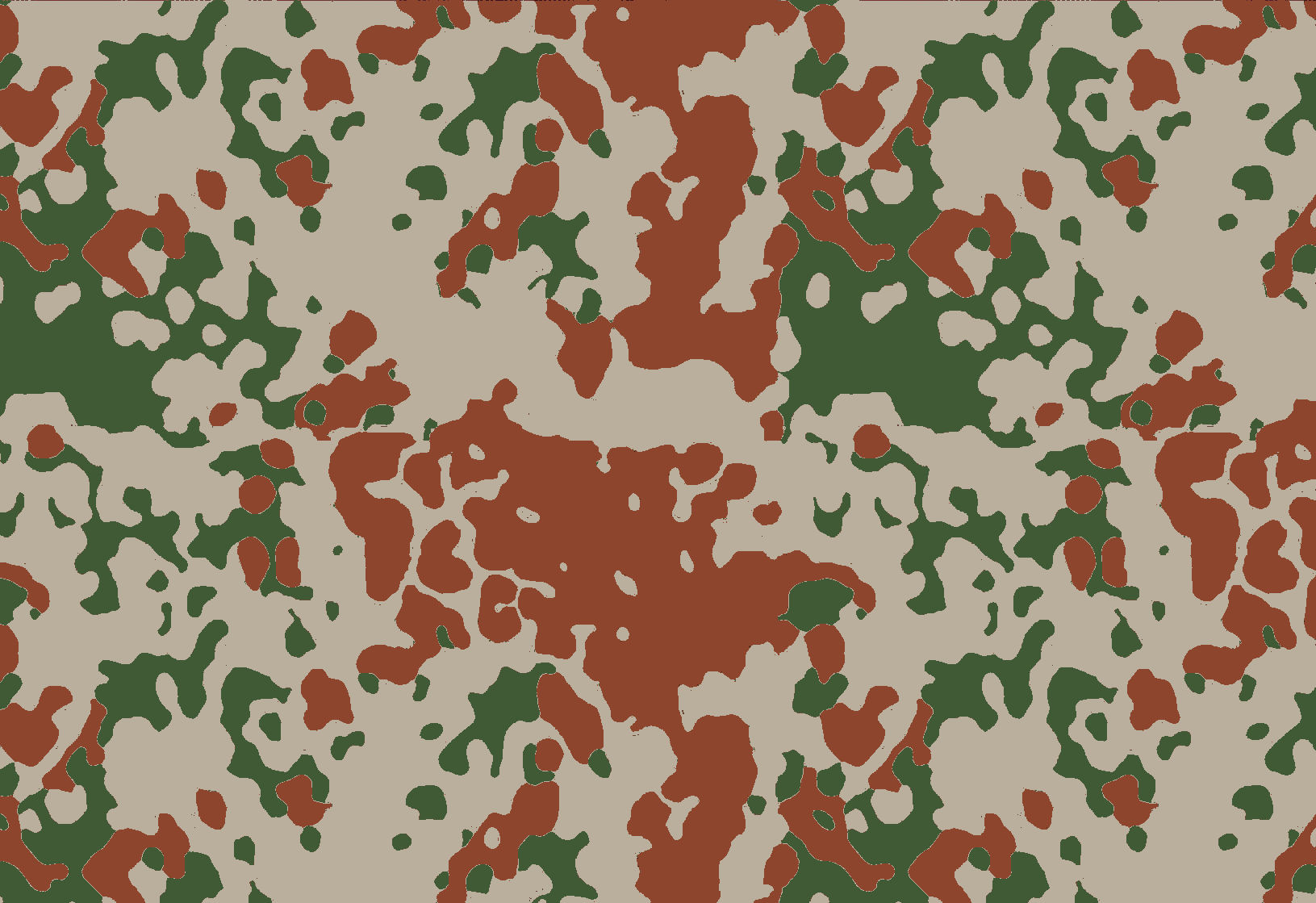
M/01 danois
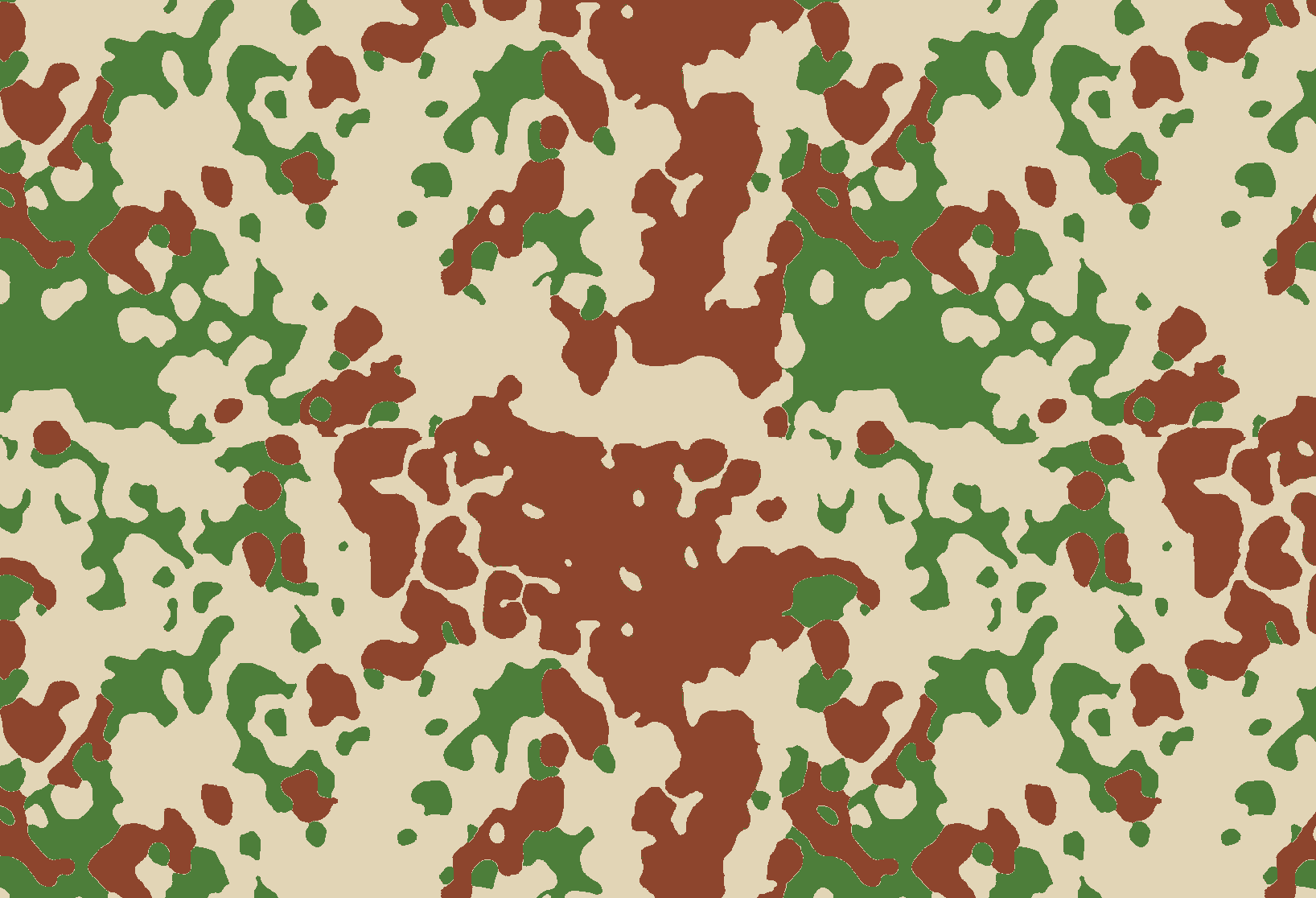
Flecktarn désert expérimental français
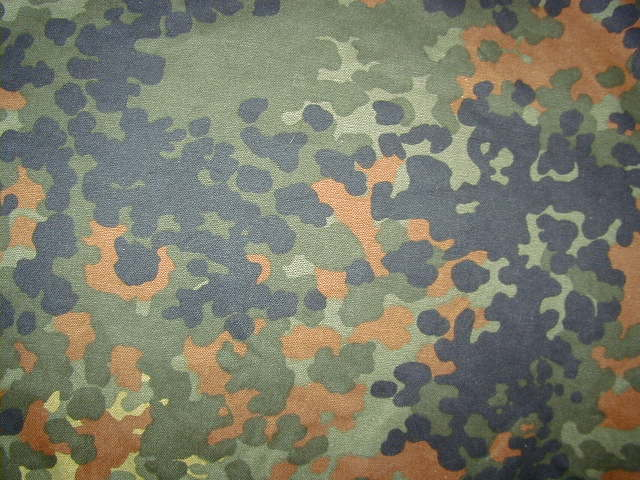
Flecktarn allemand
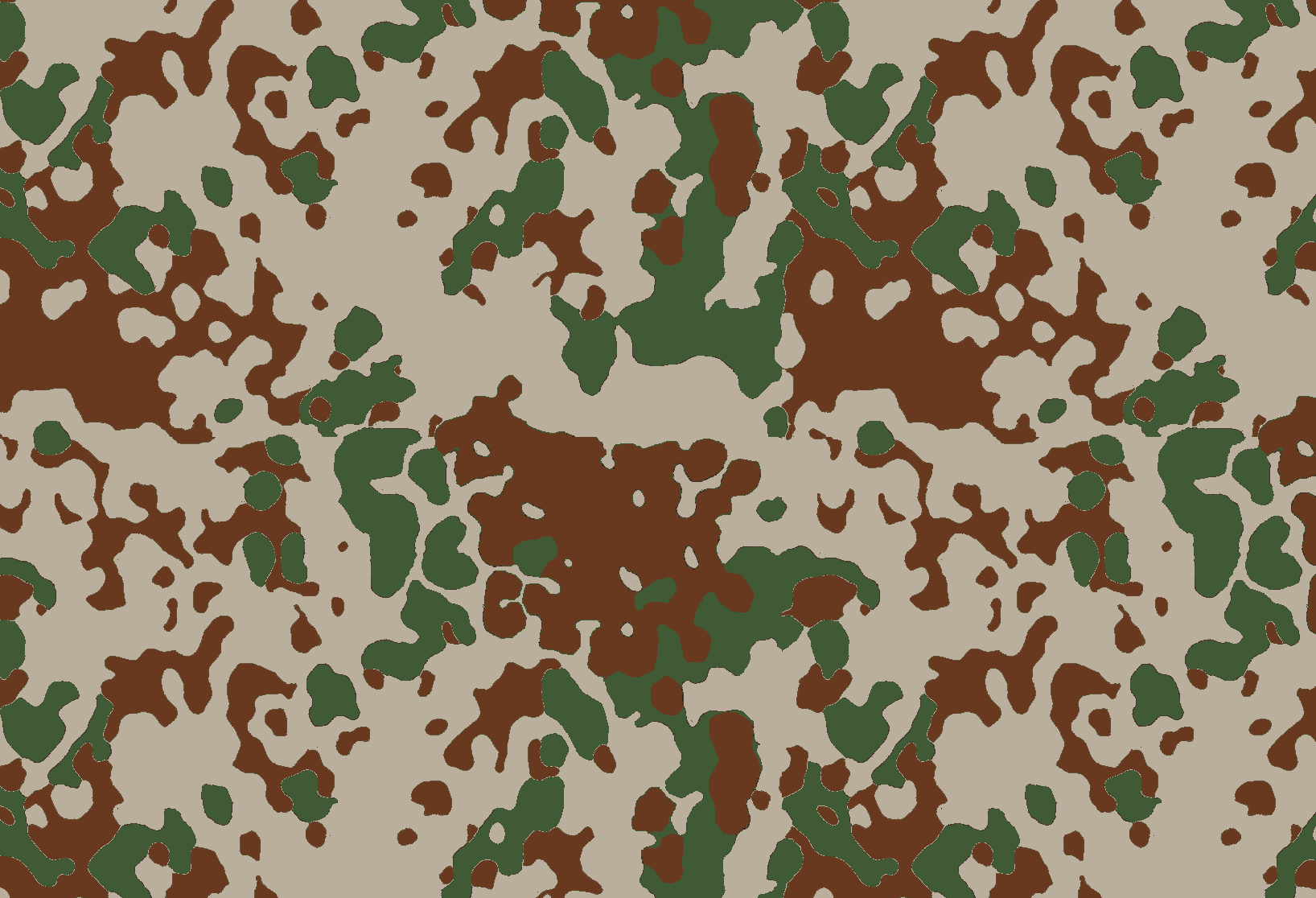
Tropentarn allemand
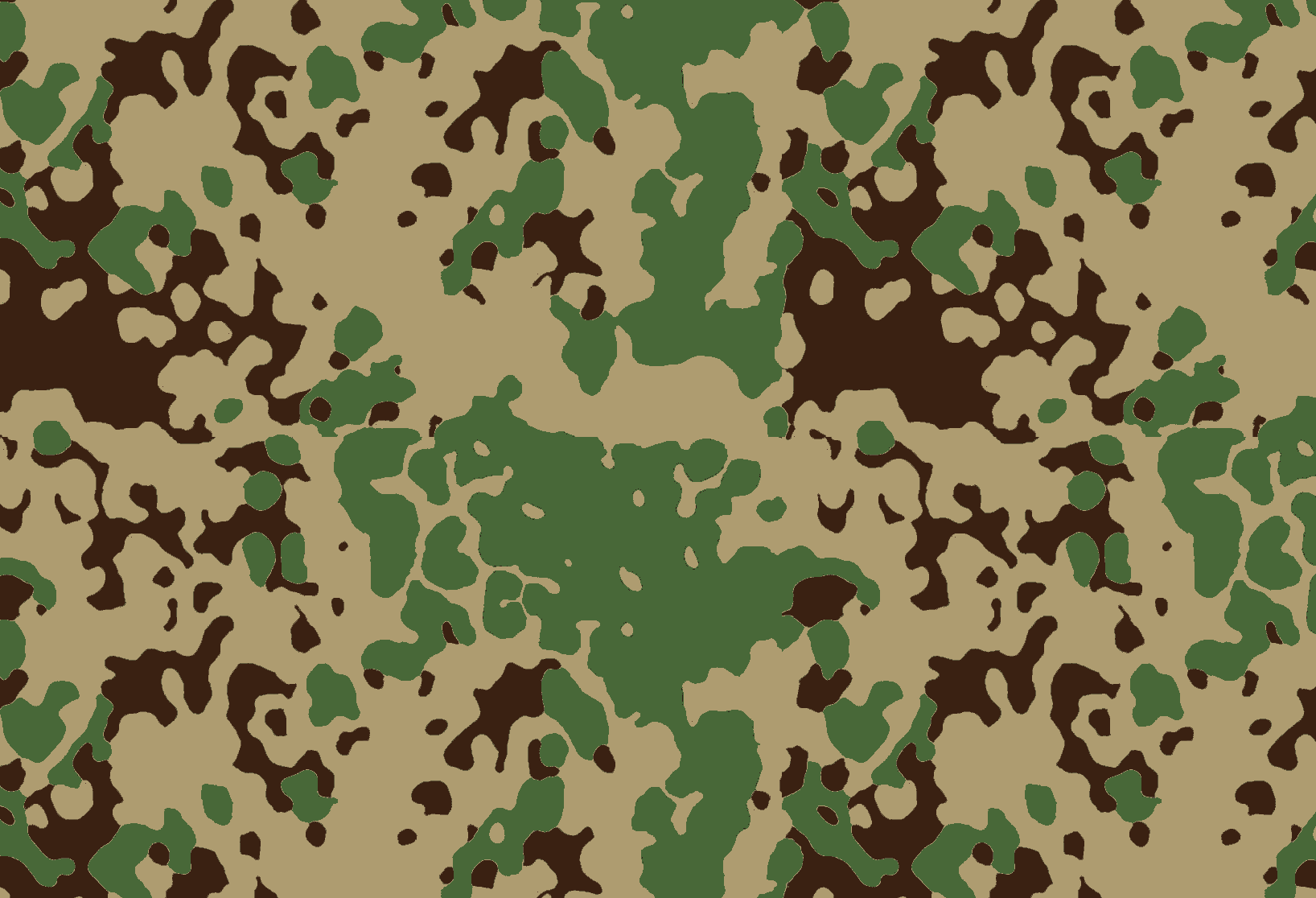
Flecktarn indien
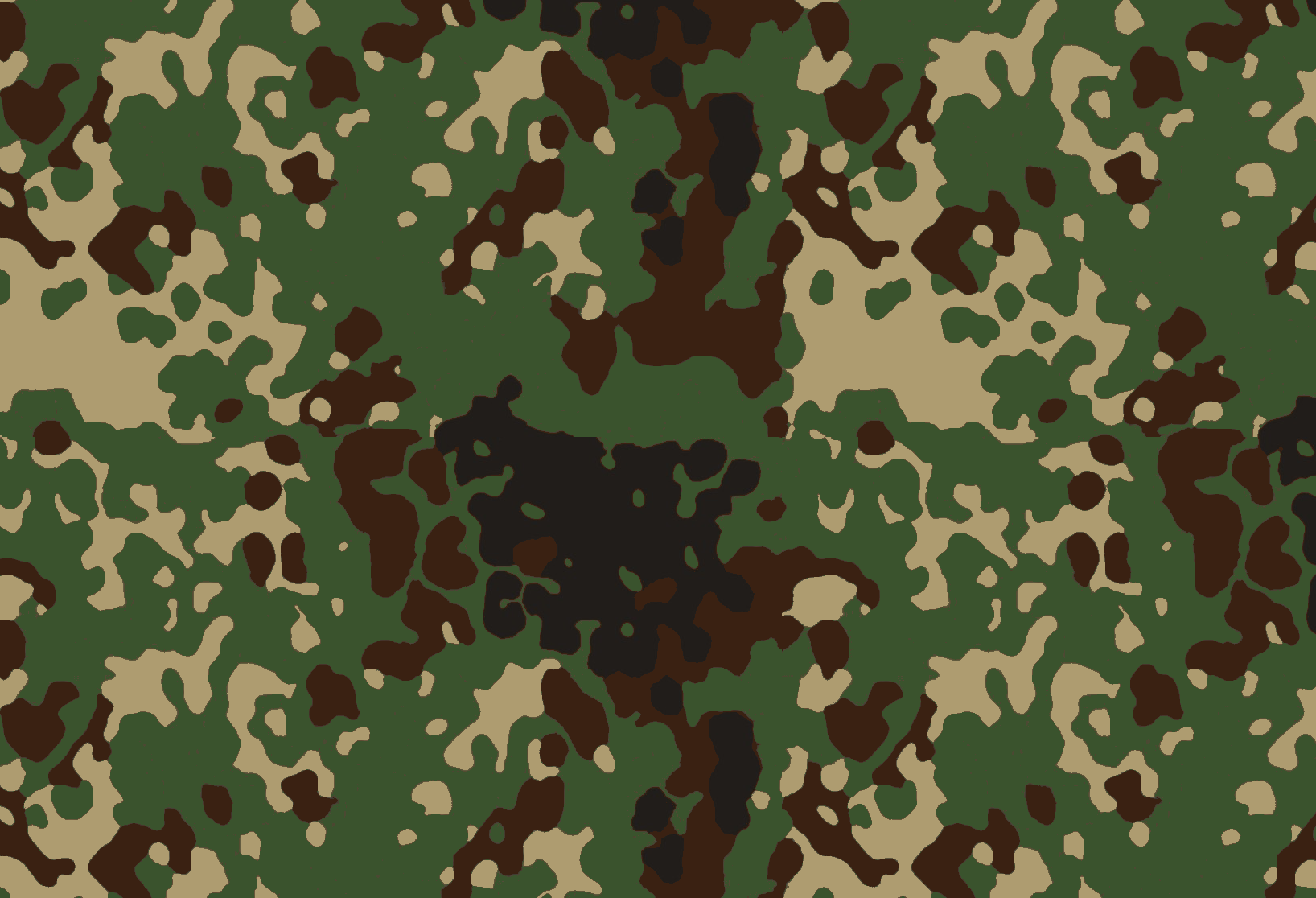
Jieitai japonais
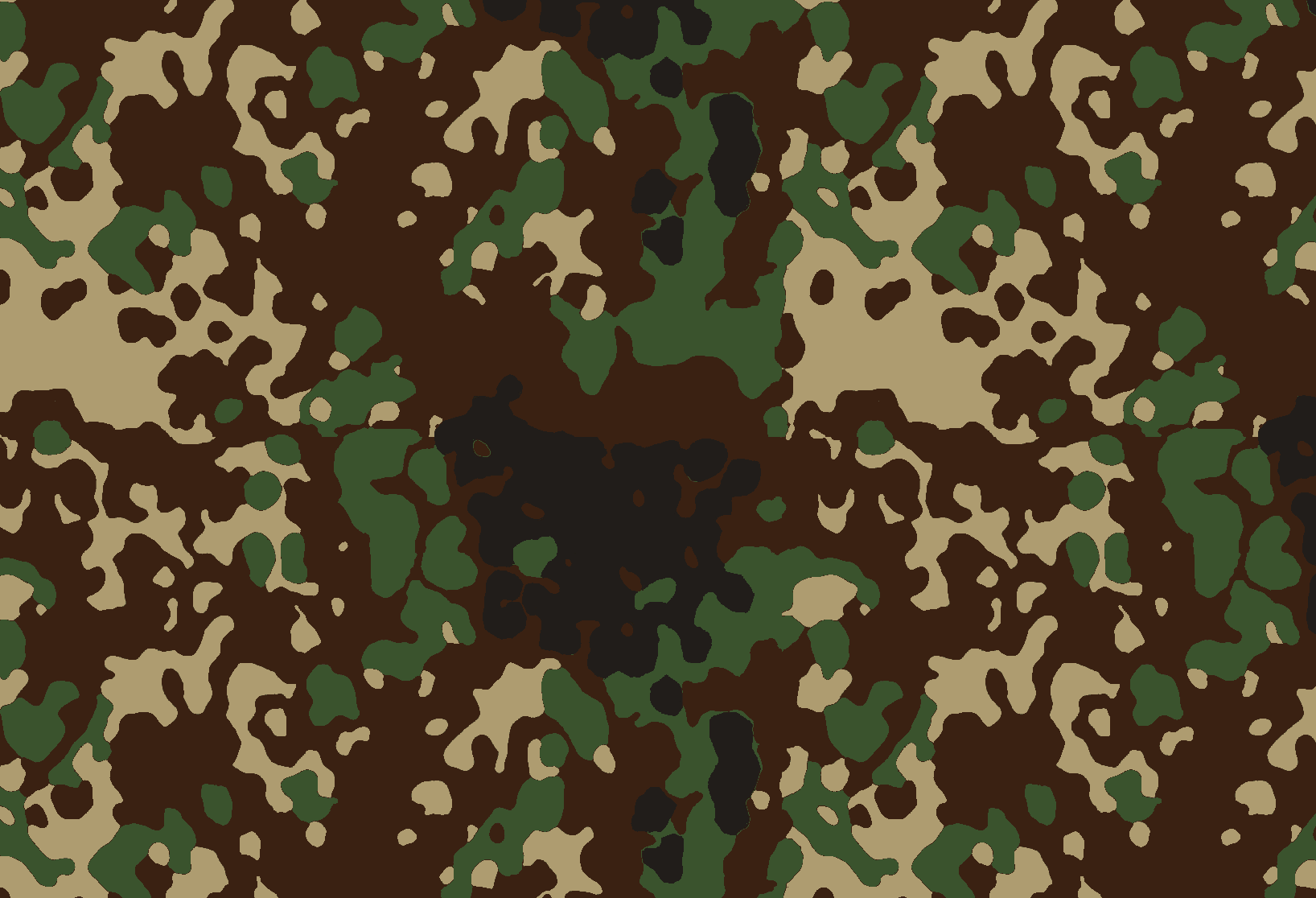
Jieitai hivers japonais
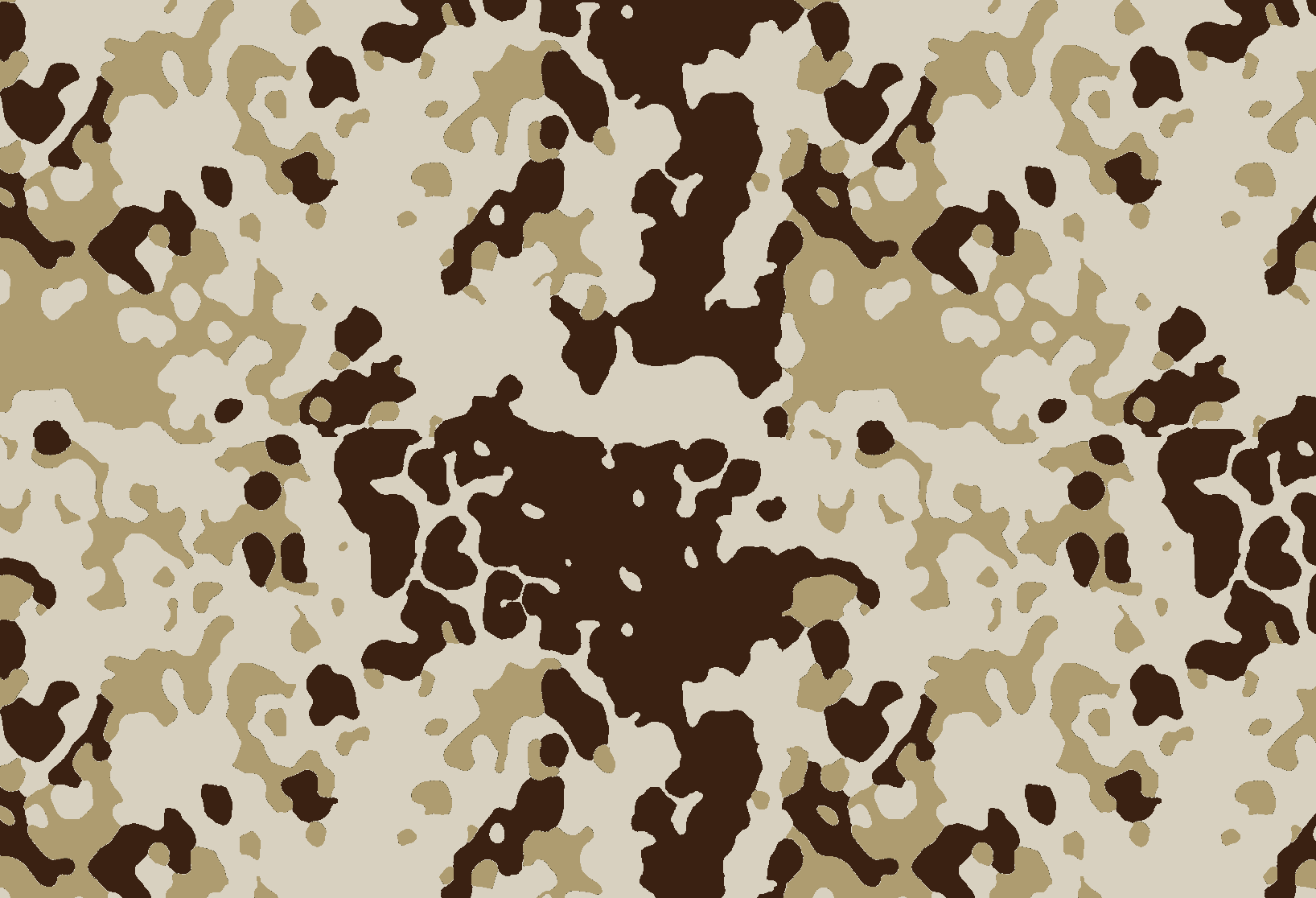
Jieitai désert japonais
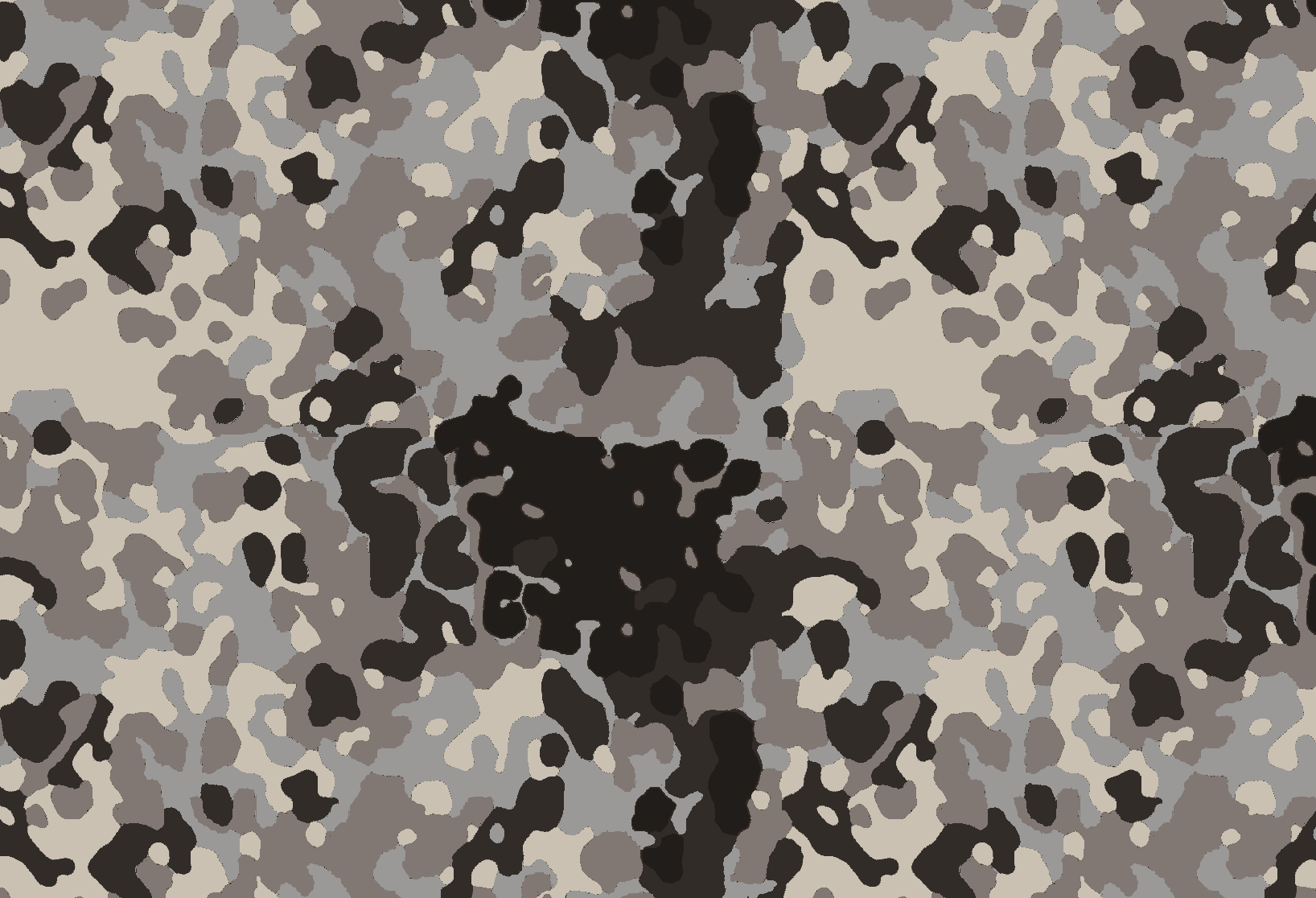
Flecktarn wz AT 1 PLAMIAK urbain  polonais
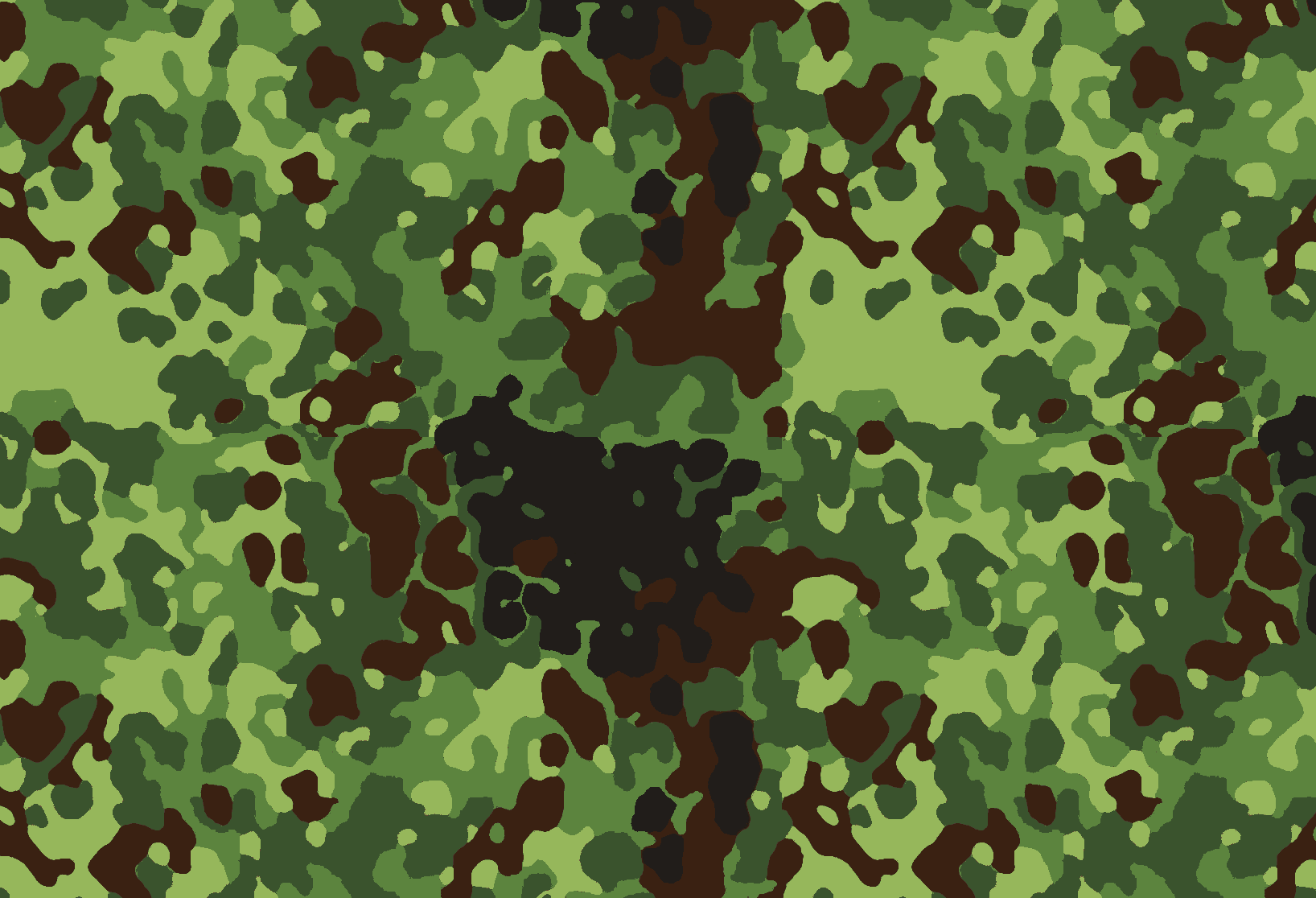
Flecktarn Woodland polonais Gepard
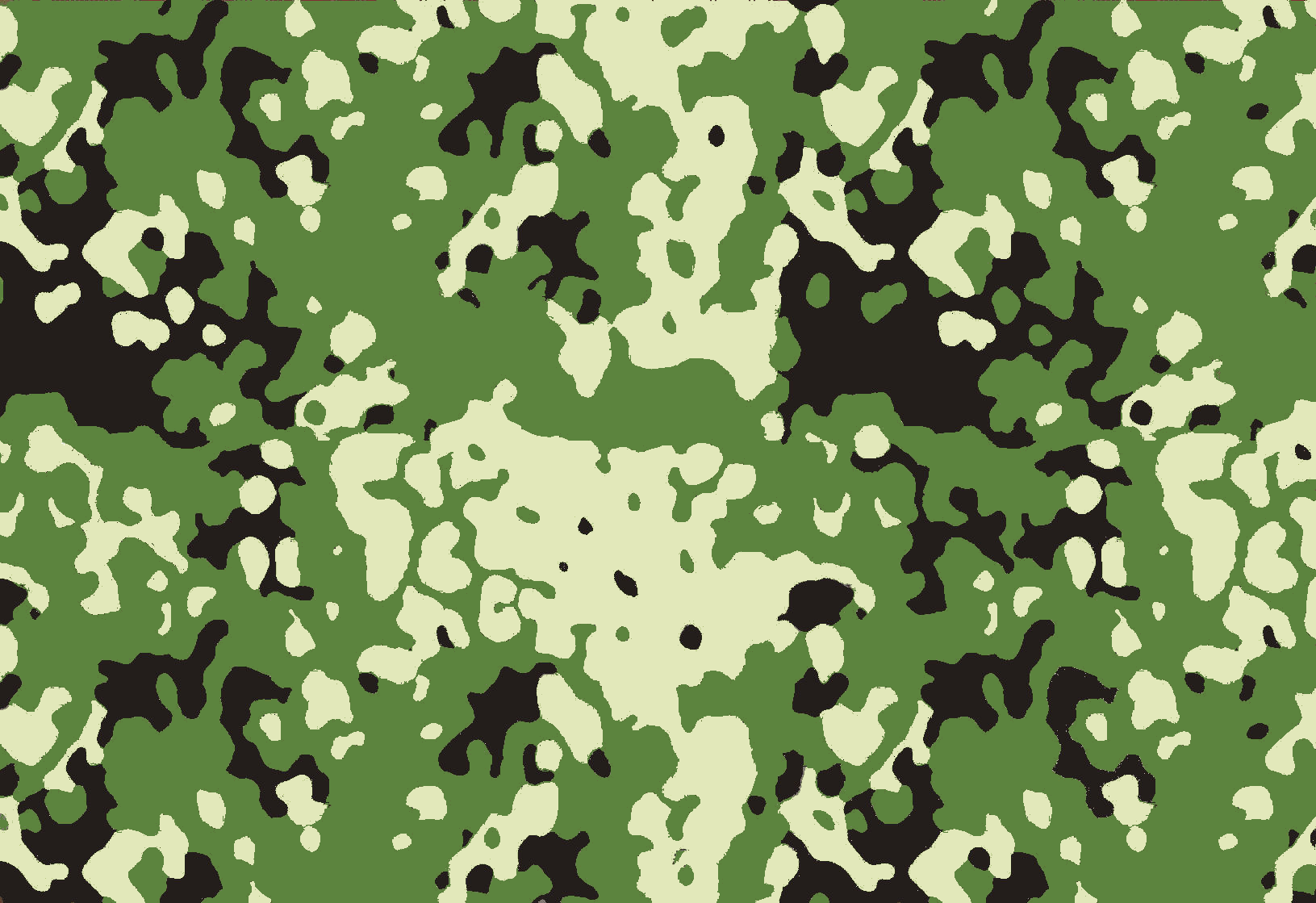
Flectar-D russe
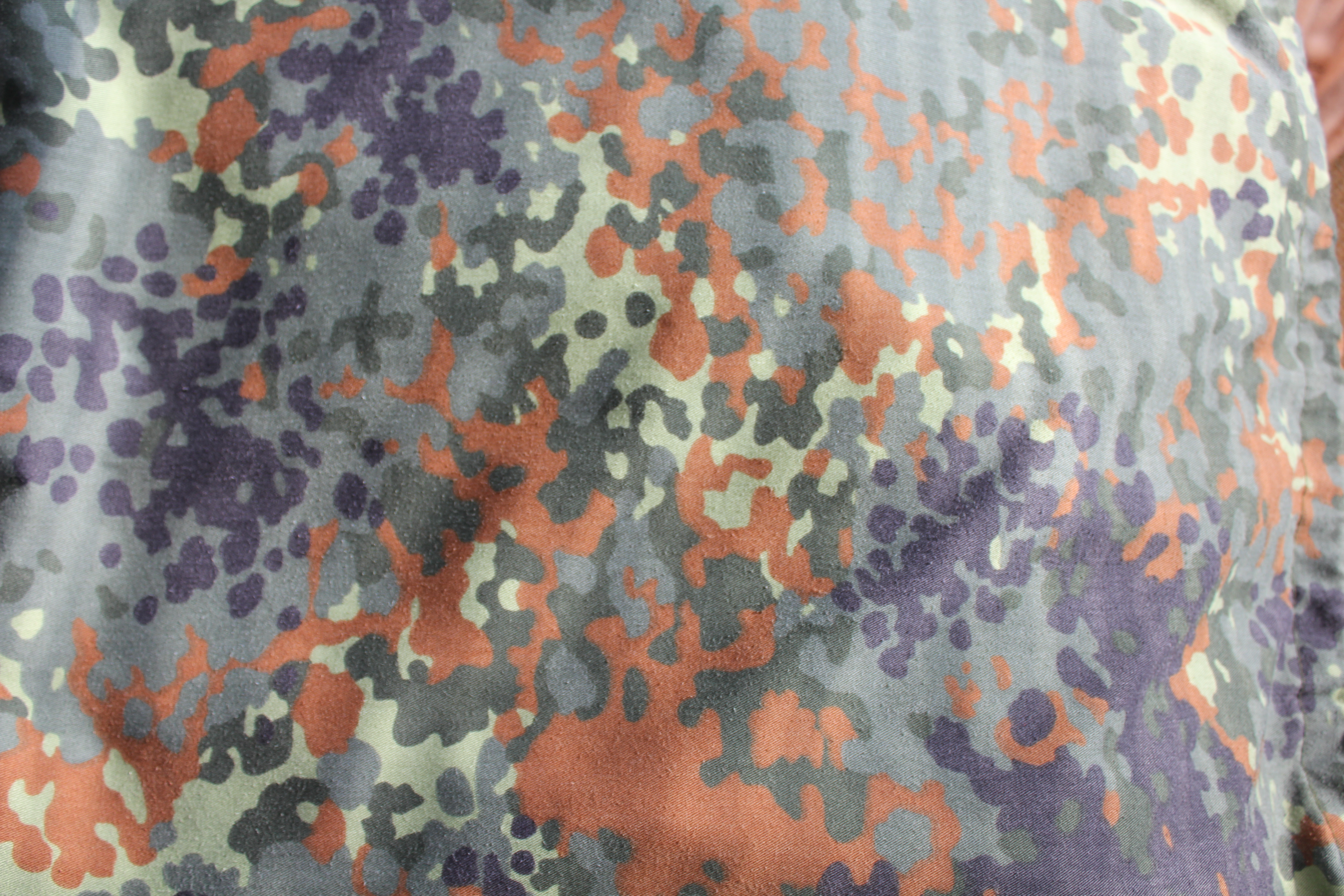
"Woodland allemand" commercial chinois
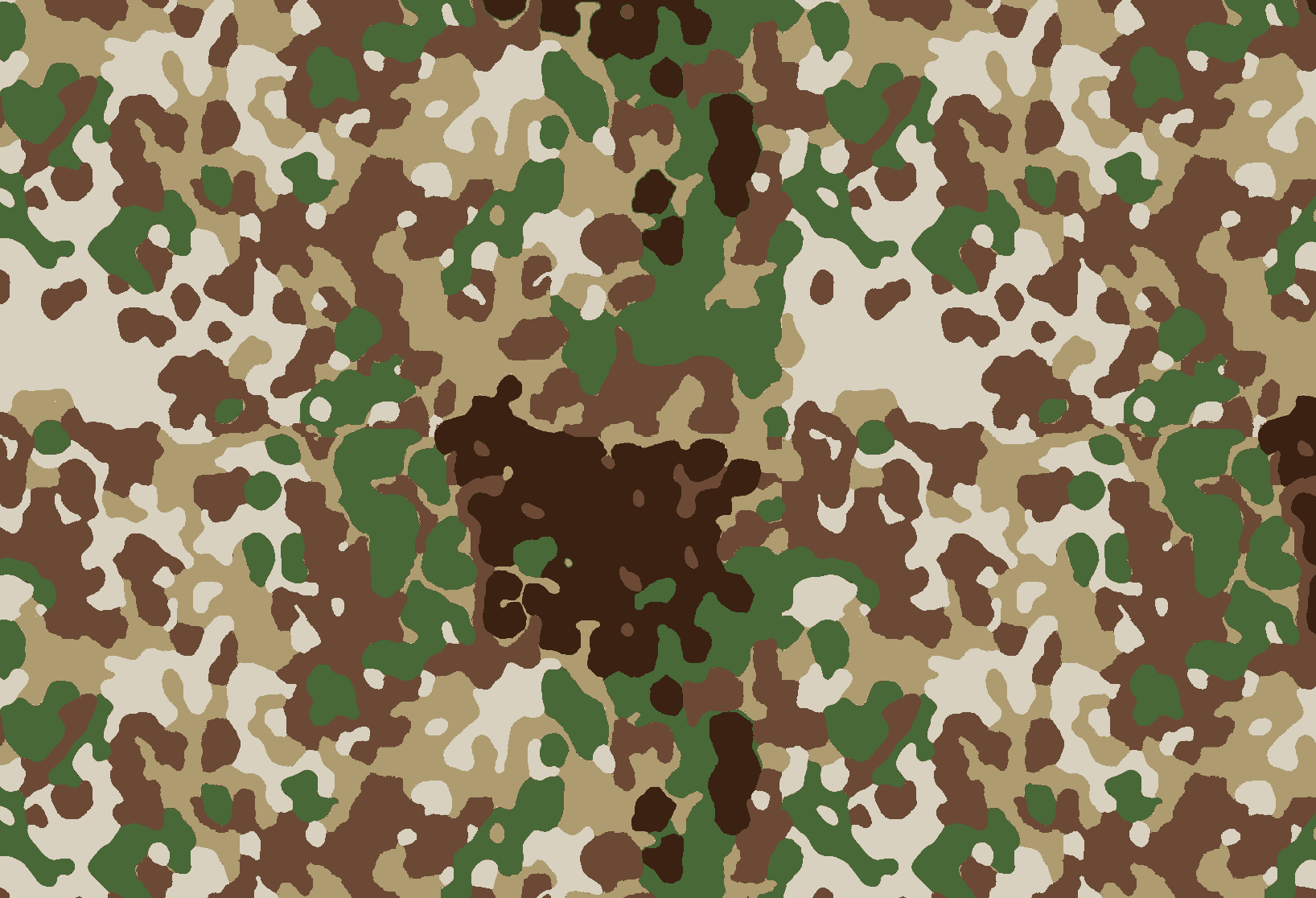
Flecktarn Aride commercial
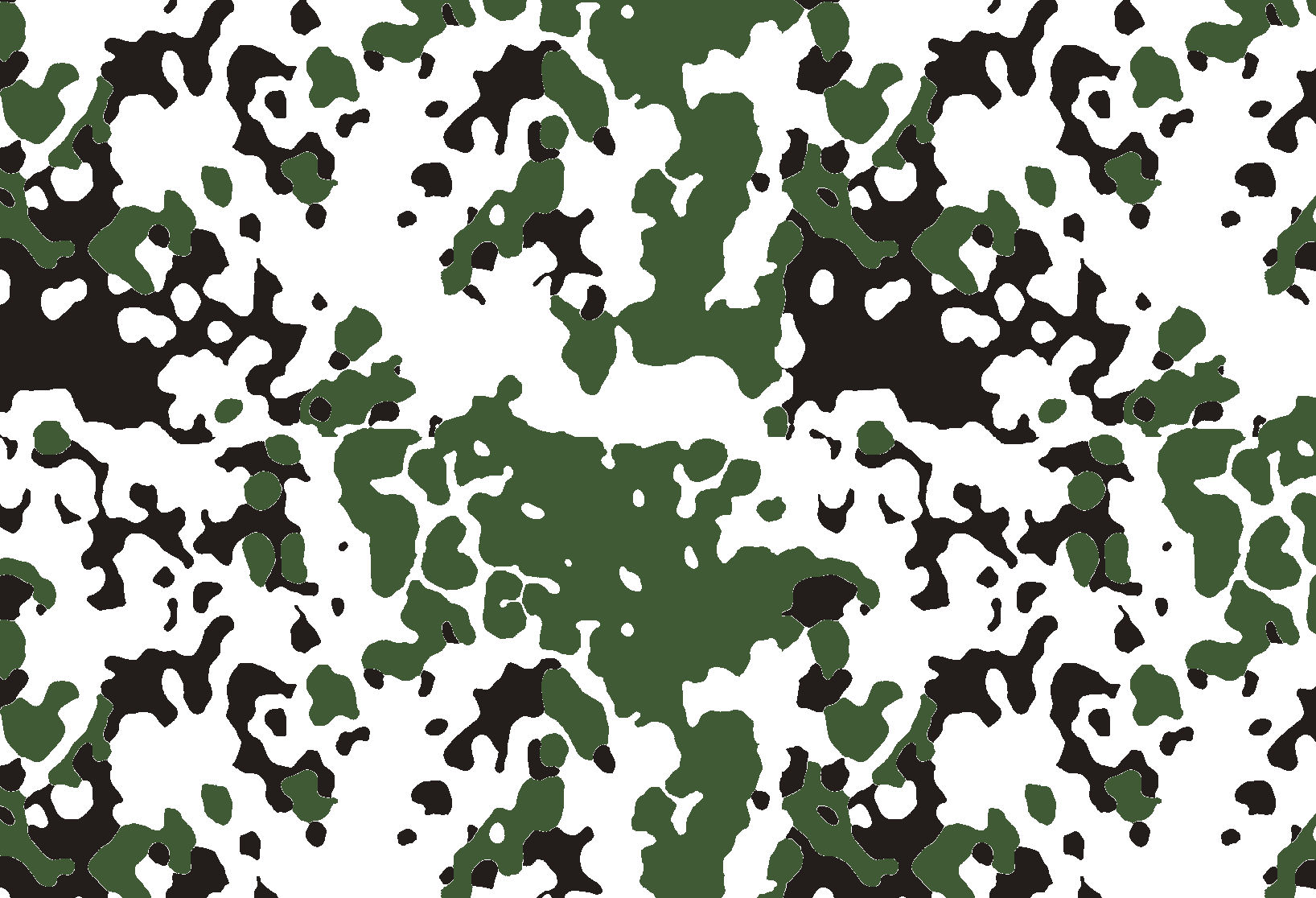
Schneetarn commercial camouflage neige

## Utilisateurs
- Albanie
- Arménie
- Autriche
- Belgique
- Chine
- Danemark
- Ukraine
- Allemagne
- Japon
- Pologne
- Roumanie